# Biscargis
Biscargis d'Ilercavonia  (en llatí, Biscargi en iber) és una antiga població ibera de la península Ibèrica. El seu nom vindria de l'iber Bizkar, que significa «puig, cim».
Mencionat per Claudi Ptolemeu (Ptol., II, 6), i per Plini el Vell sota el nom de Bisgargis (Plin., I, 142), els seus habitants eren anomenats els biscargitani o bisgargitani.
Ha estat situada a la regió d'Ilercavonia, que es correspon a l'actual província de Castelló, a una petita part del sud de Catalunya i a la meitat sud d'Aragó. No obstant, si bé coneixem les fronteres d'aquesta antiga província, no hi ha consens entre els especialistes sobre la localització d'aquesta població. Alguns autors l'han relacionat amb l'antiga ciutat emmurallada íbero-romana de Moleta dels Frares, a Forcall.